# Ivan Placinda
Ivan Semenovici Placinda, poreclit "Sporosh" (în rusă Иван Семёнович Плачинда (Спорош)) (n. 1898, Hlodosî, gubernia Herson, Imperiul Rus – d. 10 martie 1937, Moscova, RSFS Rusă, URSS) a fost un politician sovietic, care a îndeplinit funcția de Secretar executiv al Comitetului Regional Moldova al Partidului Comunist din Ucraina (1931-1932).

## Biografie
În anul 1918 a devenit membru al Partidului Comunist din Rusia (bolșevic). A fost în perioada 15 iunie 1930 - 18 ianuarie 1934 membru supleant al Comitetului Central al Partidului Comunist din Ucraina.
În perioada octombrie 1931 - iulie 1932 a îndeplinit funcția de Secretar executiv al Comitetului Regional Moldova al Partidului Comunist din Ucraina, înlocuindu-l în acest post pe Ilia Ilin. A fost ales apoi ca membru al Comitetului Central al PC din Ucraina (23 ianuarie 1934 - 8 ianuarie 1937).
Ivan Placinda a fost arestat la data de 4 octombrie 1936 și a fost acuzat de participare la activitatea contra-revoluționară a grupului Trotzki - Zinoviev. A fost condamnat la moarte pe 9 martie 1937 și executat pe 10 martie 1937.